# Município de Perry (condado de Franklin, Ohio)
O município de Perry (em inglês: Perry Township) é um município localizado no condado de Franklin no estado estadounidense de Ohio. No ano de 2010 tinha uma população de 3.637 habitantes e uma densidade populacional de 641,21 pessoas por km².

## Geografia
O município de Perry encontra-se localizado nas coordenadas 40° 07′ 36″ N, 83° 02′ 57″ O. Segundo a Departamento do Censo dos Estados Unidos, o município tem uma superfície total de 5.67 km², da qual 5,63 km² correspondem a terra firme e (0,68 %) 0,04 km² é água.

## Demografia
Segundo o censo de 2010, tinha 3.637 habitantes residindo no município de Perry. A densidade populacional era de 641,21 hab./km². Dos 3.637 habitantes, o município de Perry estava composto pelo 93,62 % brancos, o 1,57 % eram afroamericanos, o 2,56 % eram asiáticos, o 0,47 % eram de outras raças e o 1,79 % eram de uma mistura de raças. Do total da população o 1,81 % eram hispanos ou latinos de qualquer raça.